# SN 2004fk
SN 2004fk – supernowa typu Ia odkryta 11 października 2004 roku w galaktyce A011335-0009. W momencie odkrycia miała maksymalną jasność 22,90m.